# Платика, Михаил Иванович
Михаи́л Ива́нович Плати́ка (рум. Mihai Plătică; род. 15 марта 1990, Кишинёв) — молдавский и российский футболист, полузащитник сборной Молдовы.

## Клубная карьера
Начал заниматься футболом в школе на Рышкановке, в 12-летнем возрасте. Позднее перешёл в школу команды «Сфынтул Георге». Дебютировал в команде во второй половине сезона 2008/09, когда она выступала в Дивизии «А». По итогам первенства, команда со второго места вышла в Национальный дивизион. В своём дебютном сезоне в высшей лиге Молдавии, Михаил сыграл в 24 матчах, забив в них 6 мячей. В следующем сезоне футболист провёл 34 матча в составе команды, отметившись в них тремя голами. Летом 2011 года игрок подписал контракт с «Академией УТМ».
В марте 2012 года появилась информация о том, что Платика продолжит свою карьеру в казанском «Рубине». 18 июня было объявлено о переходе футболиста в стан «рубиновых». В феврале 2013 года перешёл в «Нефтехимик» на правах аренды.
7 сентября 2014 года подписал контракт с молдавским клубом «Зимбру». 26 февраля 2015 года перешёл в «Ростов». 11 июля 2015 года подписал контракт с ярославским «Шинником».
27 июля 2016 года стал игроком саратовского «Сокола».

## Карьера в сборной
В период с 2011 по 2012 год выступал за молодёжную сборную Молдавии. В её составе принимал участие в отборочном раунде Чемпионате Европы среди молодёжи 2013, на котором провёл два матча, а также выступал на Кубке Содружества 2012, во время которого сыграл в пяти матчах своей команды, а в матче со сверстниками из Кыргызстана (2:1) забил один из голов.

## Достижения
- Серебряный призёр Дивизии «А»: 2009
- Обладатель Суперкубка России: 2012